# Kuršumli han
Kuršumli han je han, koji se nalazi u Staroj skopskoj čaršiji u Skoplju, u Sjevernoj Makedoniji. 

## Etimologija
Nazvan je Kuršumli, zbog olovnog krova, a (olovo se na turskom naziva kuršum (tur. Kurşun).

## O hanu
Pretpostavlja se da je izgrađen na temeljima neke starije građevine. Postoje izvori u kojima se navodi, da je ovaj han zadužbina Muslihedin Abdul Ganija, poznatog i kao Mujezin hodža Al Medini. U jednom razdoblju svoje povijest, han je bio pretvoren u zatvor.